# Collideøscope
Collideøscope è il quarto album del gruppo musicale crossover Living Colour, uscito nel 2003 per la Sanctuary Records, prodotto da Andy Stackpole e dai Living Colour.
Contiene due cover, Back in Black degli AC/DC e Tomorrow Never Knows dei Beatles.

## Tracce
1. Song Without Sin – 4:07
2. A ? of When – 3:48
3. Operation:Mind Control – 3:09
4. Flying – 4:23
5. In Your Name – 4:22
6. Back in Black – 4:24
7. Nightmare City – 4:05
8. Lost Halo – 4:19
9. Holy Roller – 4:25
10. Great Expectation – 3:37
11. Choices Mash Up – 5:06
12. Pocket of Tears – 4:41
13. Sacred Ground – 4:10
14. Tomorrow Never Knows – 4:10
15. Nova – 1:35

## Formazione
- Corey Glover - voce
- Vernon Reid - chitarra
- Doug Wimbish - basso
- Will Calhoun - batteria